# Frederico Lázaro Cortes

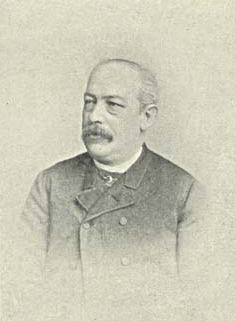
Frederico Lázaro Cortes

Frederico Lázaro Cortes (? – 8 de Maio de 1905) foi um Governador Civil de Faro entre 28 de Julho de 1887 e 1 de Outubro de 1889.